# 宝宫
28°39′16″N 77°14′36″E / 28.654494°N 77.243445°E

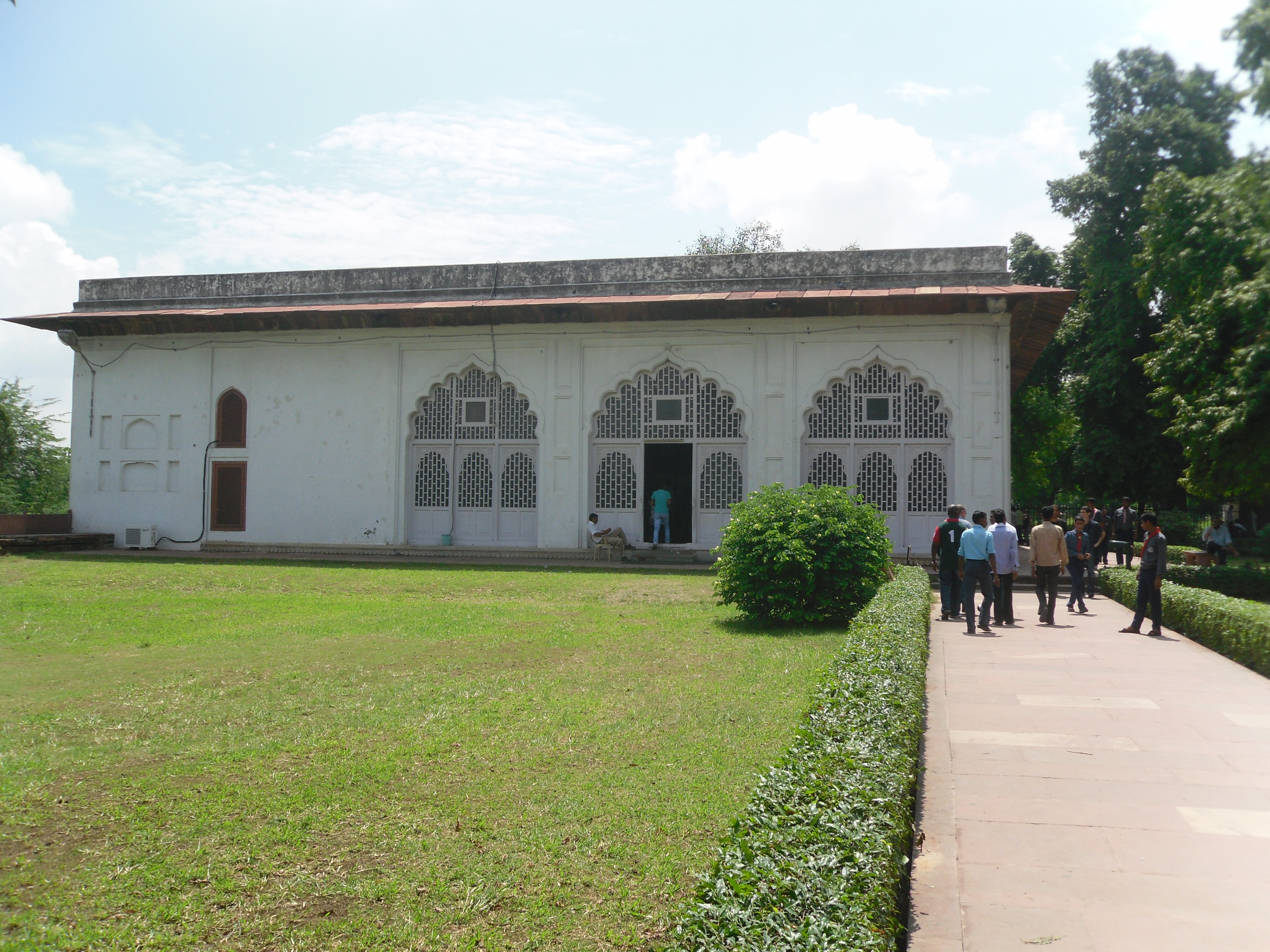
宝宫

宝宫 (Mumtaz Mahal；印度斯坦语: ممتاز محل, मुमताज़ महल )位于德里红堡。
宝宫是面对亞穆納河的六座主要宫殿之一。这六座宫殿由一条水道天堂之溪（Nahr-i-Bihist）贯穿。Chhoti Baithak已经不复存在，就位于宝宫以北。
这座建筑的下半部分的墙壁和柱子用白色大理石建造。内部包括六个房间，用拱门分隔，最初墙上画着花卉。宝宫是后宫的一部分。 英国人占领红堡后，改为监狱。
该建筑目前设有红堡考古博物馆，主要展出莫卧儿帝国时期的展品。